# Gustav Haensel
Gustav Haensel (* 22. November 1841 in Pirna; † 14. Juli 1923 ebenda) war ein Unternehmer, Stadtverordneter und Ehrenbürger von Pirna.

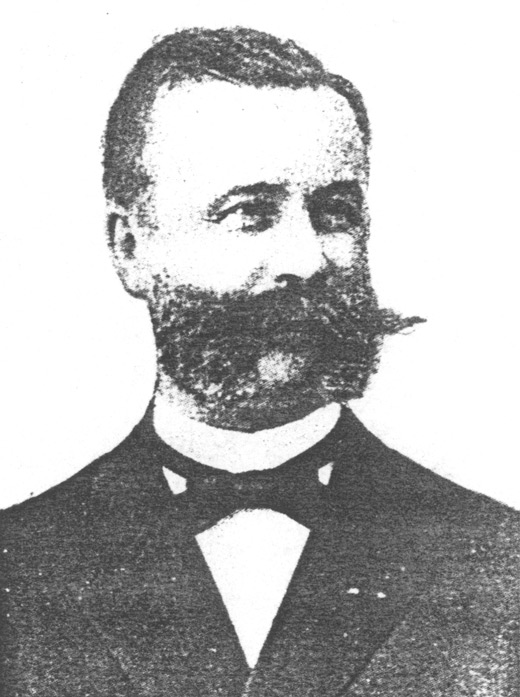
Gustav Haensel

## Privatleben
Gustav Haensel war ab 1868 verheiratet mit Jerta Pienitz und hatte zwei Söhne, Heinrich Moritz Gustav (1877–1945) und Otto (1881–1941, Schwiegersohn von Bruno Steglich).

## Unternehmen
Sein Vater, der Apotheker Heinrich Haensel, hatte im Jahre 1841 eine „Fabrik für ätherische Öle und Essenzen“, das Unternehmen Heinrich Haensel in Pirna an der Elbe, gegründet, welches durch Übernahme aus einer bestehenden Material-, Tabak- und Farbenhandlung hervorging.
Im Jahre 1866 stieg Gustav Haensel als Juniorchef und Teilhaber in dieses Unternehmen ein. Das Geschäft mit der Herstellung von Essenzen und Aromen aus ätherischen Ölen für Nahrungsmittel, Genussmittel und für die Industrie florierte. 1867 wurde eine neue chemische Fabrik an der heutigen Clara-Zetkin-Straße (zuvor Waisenhausstraße) errichtet. 1877 zog sich der Firmengründer aus dem Unternehmen zurück und überließ Gustav Haensel und dem Schwager Rudolph Albert Bauer das Unternehmen. Die Firma war am Ende des 19. Jahrhunderts weltbekannt und verkaufte ihre Produkte über ein weltweites Vertreternetz. Die Fabrik wurde 1889/90 erweitert, auch gab es ab 1898/99 bis ca. 1910 eine Zweigstelle in Aussig, die der Sohn Heinrich Moritz Gustav Haensel ab Mitte 1904 bis zum April 1907 leitete. Nach dem Tod von Gustav Haensel 1923 übernahm sein Sohn Otto die Geschäfte, der bereits seit 1905 in der Firma tätig war. 1935 wurde die Firma von C.W. Gerberding (Dragoco Gerberding & Co. GmbH) übernommen und nach Holzminden verlegt. Die Firma Heinrich Haensel Pirna GmbH & Co. KG mit Sitz in Holzminden existierte als 100-prozentige Tochtergesellschaft von Symrise und wurde erst im September 2007 aufgelöst.

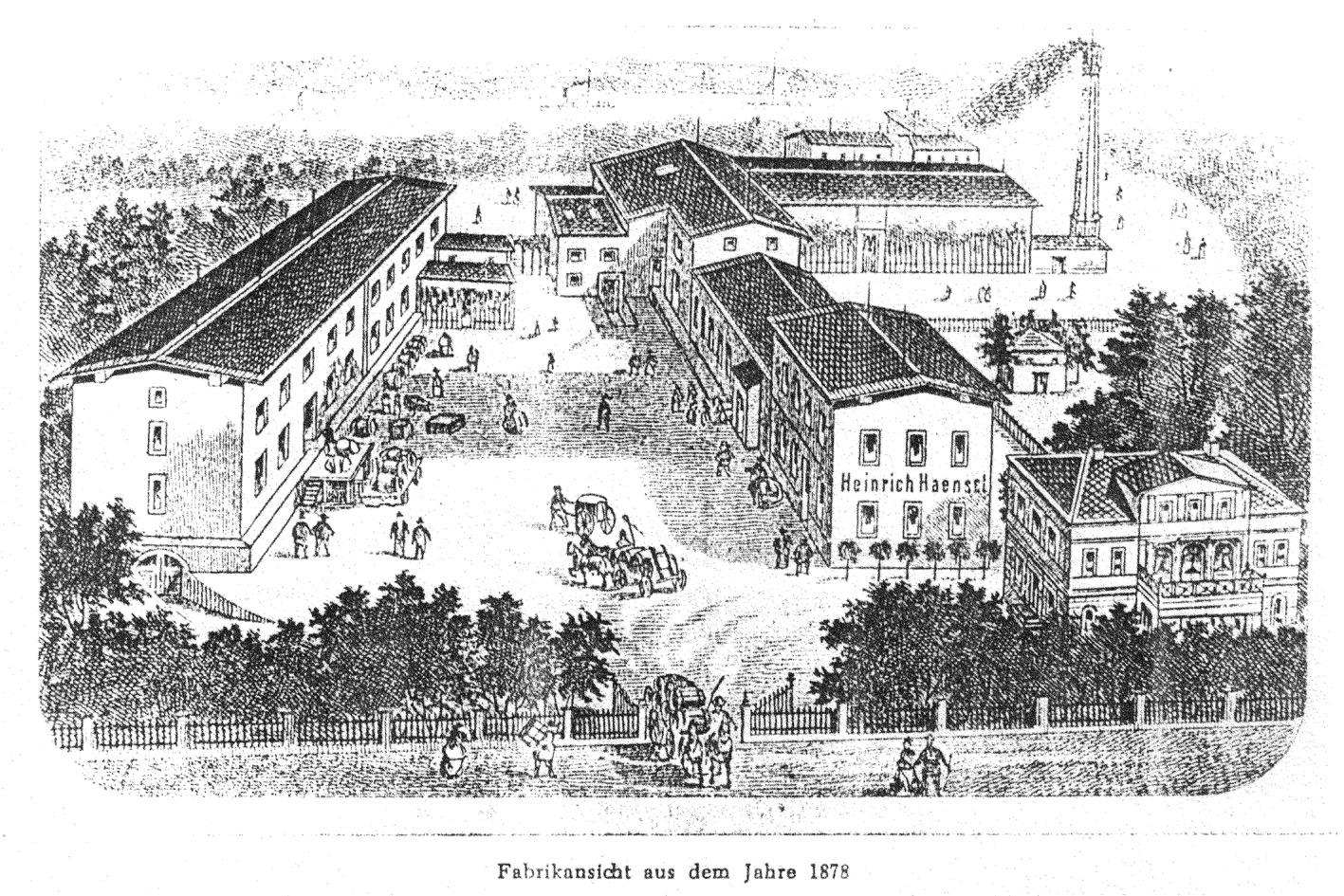
Ansicht von Heinrich Haensel's Fabrik für ätherische Öle und Essenzen, Pirna, Sachsen, um 1878

Die Firma machte sich besonders auch um die Erforschung und Identifizierung der Inhaltsstoffe von ätherischen Ölen einen Namen. Die wissenschaftlichen Untersuchungen wurden von der Fa. Haensel in den vierteljährlich erschienen Geschäftsberichten (Bericht von Heinrich Haensel: Fabriken aetherischer Oele und Essenzen Pirna, Sachsen, … über das Vierteljahr …, erschienen zwischen 1892 und 1910) festgehalten, die auszugsweise in damaligen Fachzeitschriften wie der Apotheker Zeitung, der Pharmazeutischen Zentralhalle und der Pharmazeutischen Zeitung zahlreich zitiert wurden. Diese Publikationen haben dazu beigetragen, die Fa. Haensel und ihre Produkte bekannt zu machen. Der wissenschaftliche Charakter dieser Publikationen ist ein Verdienst von Gustav Haensel. In diesen Geschäftsberichten findet man auch die Beschreibung des Marktumfeldes für ätherische Öle.

## Ämter
Haensel war außerdem Mitglied verschiedener Institutionen (Handelskammer, Handwerks- und Gewerbekammer, Eisenbahnrat, Ständekammer) und erwarb sich dabei viele Verdienste und Titel, unter anderem den des „Geheimen Kommerzienrates“. Seit Dezember 1879 war er Stadtverordneter in Pirna (anfangs Stellvertreter) und seit 1881 deren Vorsteher. Zum Ehrenbürger wurde er am 2. Dezember 1904 anlässlich des 25-jährigen Jubiläums seiner Stadtratstätigkeit ernannt. 1906 wurde zu seinen Ehren die gemeinnützige Gustav-Haensel-Stiftung gegründet.
Während seiner langjährigen Zeit als Stadtverordnetenvorsteher gab es drei Bürgermeister in Pirna.